# Sigismund Vašátko
Sigismund Vašátko (12. srpna 1831, Žďár na Moravě, dnes, Žďár nad Sázavou – 5. listopadu 1886, Velké Meziříčí ) byl advokát a sběratel lidových písní.

## Život
Studoval práva v Jihlavě a ve Vídni a po zakončení působil ve Velkém Meziříčí jako advokát. Zde se živě účastnil společenského života. Roku 1885 se stal předsedou nově založeného zpěváckého spolku Cyrilská jednota. Byl také činný v ochotnickém spolku.
Ve svém rodném kraji, na Horácku sbíral lidové písně. Přímo ve Žďáře nad Sázavou získal více než 50 písní, další v okolí Velkého Meziříčí. Z jeho sběrů lidových písní byly některé zařazeny do sbírky Františka Bartoše: Nové národní písně moravské s nápěvy do textu vřaděnými (1882), ale většina písní zůstala v rukopise.